# Monte Carlo (film, 1925)
Pour les articles homonymes, voir Monte-Carlo (homonymie).
Pour le film américain réalisé par Christy Cabanne, voir Monte Carlo (film, 1926).
Monte Carlo est un film français réalisé par Louis Mercanton et sorti en 1925.

## Fiche technique
- Titre alternatif : Prodigals of Monte Carlo
- Réalisation : Louis Mercanton
- Scénario :  Louis Mercanton d'après le roman Prodigals of Monte Carlo de Phillips Oppenheim
- Producteurs : A.C. Bromhead, R.C. Bromhead
- Photographie : Léon Wladimir Batifol
- Durée : 3 250 m[1].
- Date de sortie :
  - France : 18 décembre 1925

## Distribution
- Carlyle Blackwell
- Betty Balfour
- Rachel Devirys
- Jean-Louis Allibert
- Charles Lamy